# Ian Raby
Ian Raby (22 septembre 1921 à Woolwich dans Londres - 7 novembre 1967 à Lambeth dans Londres) était un pilote britannique. Il a participé à sept Grands Prix du Championnat du monde de Formule 1, il se qualifie à trois reprises, mais ne marque aucun point. Il était également propriétaire d'un garage installé à Brighton dans le Sussex de l'Est nommé Empire Cars Ltd..
Raby commence à piloter en 1953 sur une grande variété de voitures dont beaucoup portent le nom de Puddle jumper écrit sur le côté. En 1954, il fabrique une monoplace I.E.R. Midget F3. Il remporte la victoire de catégorie en 500 cm3 du Brighton Speed Trials sur une Cooper en 1955. Il est repéré par Cooper qui lui confie le volant d'une T39 à moteur Climax qu'il partage avec Jack Brabham aux 24 Heures du Mans 1957, les deux hommes terminent à la quinzième place. Ian Raby devient le premier pilote à remporter une course de Formule Junior sur le sol Britannique, le 3 août 1959, à Brands Hatch. Raby termine second du Grand Prix d'Albi 1960 tout en ayant remporté l'une des deux manches de cette course de Formume Junior et plus tard dans l'année, il s'impose à Mallory Park sur une Cooper-Climax de Formule 2.
Pendant ce temps, Raby s'engage dans des courses de Formule 1 hors-championnat. Au Grand Prix de Rome 1963, il prend la troisième place sur une Gilby-BRM. Il s'engage alors au Grand Prix de Grande-Bretagne comptant dans le championnat, mais abandonne au cinquante-neuvième tour, trahi par sa boîte de vitesses. Trois jours plus tard, il se présente au Grand Prix de Solitude, mais il n'est pas classé car il n'a parcouru que vingt des vingt-cinq tours que compte la course. À l'International Gold Cup d'Oulton Park, il renonce à prendre le départ.
Raby délaisse sa Gilby-BRM pour une Brabham-BRM dès 1964, mais la voiture manque de fiabilité et il ne parvient pas à prendre le départ du Grand Prix d'Italie. Avec cette même monoplace, il termine huitième au Grand Prix de Syracuse 1965, puis, il la revend avant le Grand Prix d'Italie de la même année.
Quand en 1966, les Formules 1 sont autorisées à utiliser des moteurs de 3,0 litres, Ian Raby se tourne vers la Formule 2 et choisit une Brabham à moteur Lotus-Ford twin cam avec laquelle il se classe huitième de la manche de Snetterton le 24 mars 1967. À Hochenheim, en juin, il termine de nouveau huitième et met en lumière le manque évident du moteur « de rigueur », le Cosworth FVA. De retour à Hochenheim en juillet, Raby termine à une honorable cinquième place devant des concurrents dotés de monoplaces souvent plus puissantes.
Le 30 juillet 1967, Ian Raby est victime d'un accident sur cette même Brabham au Zandvoort Trophy de Formule 2,. Il succombe à ses blessures le 7 novembre 1967.

## Résultats en Formule 1
| Saison | Écurie | Châssis     | Moteur | Pneumatiques | GP disputés | Victoires | Pole positions | Meilleurs tours | Points inscrits | Classement |
| ------ | ------ | ----------- | ------ | ------------ | ----------- | --------- | -------------- | --------------- | --------------- | ---------- |
| 1963   | Privé  | Gilby 62    | BRM V8 | Dunlop       | 1           | 0         | 0              | 0               | 0               | Nc.        |
| 1964   | Privé  | Brabham BT3 | BRM V8 | Dunlop       | 1           | 0         | 0              | 0               | 0               | Nc.        |
| 1965   | Privé  | Brabham BT3 | BRM V8 | Dunlop       | 1           | 0         | 0              | 0               | 0               | Nc.        |

## Résultats aux 24 heures du Mans
| Année | Équipe             | Voiture    | Équipiers    | Résultat |
| ----- | ------------------ | ---------- | ------------ | -------- |
| 1957  | Cooper Car Company | Cooper T39 | Jack Brabham | 15e      |